# Donna Vekić
Donna Vekić (* 28. Juni 1996 in Osijek) ist eine kroatische Tennisspielerin.

## Karriere
Vekić wurde 1996 in eine Sportlerfamilie hineingeboren. Bereits ihre Großmutter war Sportlehrerin und entdeckte Talente wie Davor Šuker. Ihre Mutter Brankica (geb. Špiranović) war Leichtathletin. Im Alter von sechs Jahren begann Vekić Tennis zu spielen, mit neun trainierte sie in der Akademie von Nick Bollettieri in Florida. 2010 debütierte sie auf dem ITF Women’s Circuit und gewann 2011 ihren ersten Profititel.
Anfang 2012 startete Vekić in Kuala Lumpur erstmals in der Qualifikation eines WTA-Turniers, bei der sie in der ersten Runde ausschied und stand anschließend bei fünf Turnieren der $25.000-Kategorie im Endspiel, von denen sie zwei in Bengaluru und Ferghana für sich entscheiden konnte. Parallel dazu trat sie auch bei den Nachwuchswettbewerben der Grand-Slam-Turniere an und beendete nach dem Erreichen des Viertelfinals in Wimbledon ihre Juniorinnenlaufbahn. Bei den US Open 2012 startete sie dann erstmals in der Qualifikationsrunde eines Damen-Grand-Slam-Turniers und kam dort bis in die Schlussrunde. Erstmals auf sich aufmerksam machte Vekić jedoch im Anschluss, als sie erst sechzehnjährig in Taschkent bei ihrem ersten Auftritt im Hauptfeld eines WTA-Turniers bis ins Finale vorrückte, in dem sie sich Irina-Camelia Begu geschlagen geben musste.
Bei den Australian Open 2013 stand Vekić dann zum ersten Mal in der Hauptrunde eines Grand-Slam-Turniers, in der sie zum Auftakt Andrea Hlaváčková schlug, bevor sie in der zweiten Runde gegen Caroline Wozniacki ausschied. Trotzdem gelang ihr damit der Sprung unter die Top 100 der Tennisweltrangliste. Danach errang sie in Istanbul bei einem ITF-Turnier der $50.00-Kategorie ihren bis dahin größten Titel und zog in Birmingham auf Rasen in ihr zweites WTA-Endspiel ein, das sie gegen Daniela Hantuchová verlor. Auch wenn sie diese Form nicht bis zum Jahresende aufrechterhalten konnte, beendete sie die Saison als jüngste Spielerin unter den Top 100. Anfang 2014 gewann Vekić in Kuala Lumpur ihren ersten WTA-Titel und schlug dabei im Endspiel mit Dominika Cibulková erstmals eine Spielerin aus den Top 10 der Weltrangliste. Damit war sie die jüngste WTA-Turniersiegerin seit Vania King im Jahr 2006 in Bangkok. Doch statt auf dem Erfolg aufzubauen, geriet sie im Anschluss in eine spielerische Krise und konnte bei keinem ihrer 16 darauffolgenden Turnierauftritte bis zum Saisonende die zweite Runde überstehen.
In der Folge fiel Vekić 2015 aus den Top 100 der Weltrangliste heraus und musste wieder häufiger in der Qualifikation zu WTA-Turnieren antreten. Trotz einzelner Achtungserfolge wie dem erstmaligen Erreichen der dritten Runde eines Grand-Slam-Turniers in Paris sowie dem Einzug in ihr zweites Endspiel in Taschkent, in dem sie Nao Hibino unterlag, konnte sie sich im Ranking nicht merklich vorarbeiten. Erst Ende 2016 fand Vekić wieder zu mehr Konstanz in ihren Leistungen, als sie zunächst in St. Petersburg ins Finale eines ITF-Turniers der $100.000-Kategorie vorstieß und im Anschluss in Scharm asch-Schaich ein weiteres nach einem Endspielerfolg gegen Sara Sorribes Tormo gewann. Anfang 2017 kehrte sie durch einen Sieg bei den Australian Open wieder unter die besten 100 der Welt zurück, doch dauerte es bis zur Jahresmitte, dass sie in Nottingham, wo sie im Finale gegen Johanna Konta ihren zweiten Sieg gegen eine Top-10-Spielerin landen konnte, nach mehr als drei Jahren wieder ein WTA-Turnier gewinnen konnte. Dennoch blieben die Leistungen von Vekić, die bei den US Open anschließend zum ersten Mal in die dritte Runde kam, auch weiterhin inkonstant.
Nach einem weiteren wechselhaften Start in das Jahr 2018, erzielte Vekić erneut auf Rasen mit einem weiteren Halbfinale in Nottingham sowie dem erstmaligen Einzug in ein Grand-Slam-Achtelfinale in Wimbledon ihre besten Ergebnisse. Im Anschluss rückte sie in Washington in ihr sechstes WTA-Endspiel vor, musste sich dort aber Swetlana Kusnezowa in drei Sätzen geschlagen geben. Durch das Erreichen des Halbfinals in Tokio, wo sie zum Auftakt mit Sloane Stephens und im Viertelfinale mit Caroline Garcia gleich zwei Top-10-Spielerinnen schlagen konnte, sowie des Achtelfinals in Peking, in dem sie von Anastasija Sevastova besiegt wurde, schloss sie das Jahr erstmals in den Top 50 im Ranking ab. Zum Beginn der Saison 2019 stieß Vekić in Brisbane ins Halbfinale vor, in dem sie an Karolína Plíšková scheiterte. In St. Petersburg kam sie nach einem Viertelfinalerfolg über Petra Kvitová dann erstmals ins Endspiel eines Turniers der Premier-Kategorie, unterlag dort jedoch Kiki Bertens. Mit dem Start der Sandplatzsaison zeigte sich Vekić deutlich stabiler und erreichte nacheinander das Viertelfinale von Stuttgart, in dem sie gegen Naomi Ōsaka verlor, die dritte Runde von Madrid sowie das Achtelfinale der French Open, in dem sie von Johanna Konta geschlagen wurde. Anschließend stand sie auf Rasen zum zweiten Mal nach 2017 im Finale von Nottingham, das sie diesmal gegen Caroline Garcia im Tiebreak des dritten Satzes verlor. Auf Hartplatz rückte sie in San José ins Halbfinale vor, in dem sie gegen Aryna Sabalenka ausschied, zog in die dritte Runde von Cincinnati ein und spielte bei den US Open nach einem Viertrundenerfolg gegen Julia Görges ihr erstes Viertelfinale bei einem Grand-Slam-Turnier, in dem sie schließlich Belinda Bencic unterlag. Durch ihre guten Resultate qualifizierte sich Vekić zum Saisonende erstmals für die WTA Elite Trophy in Zhuhai, wo sie nach zwei Niederlagen gegen Kiki Bertens und Dajana Jastremska in der Gruppenphase scheiterte. Trotzdem erreichte sie zum Jahresabschluss mit Platz 19 ihre bislang höchste Weltranglistenposition.
2020 erreichte sie bei den Australian Open erstmals die dritte Runde, in der sie erneut gegen Dajana Jastremska verlor.
2012 gab Vekić bei der 0:3-Niederlage gegen Polen ihren Einstand für die kroatische Fed-Cup-Mannschaft. Seitdem hat sie für ihr Land 19 Begegnungen im Einzel und Doppel bestritten, von denen sie elf gewinnen konnte (Einzelbilanz 11:7).

## Erfolge

### Einzel

#### Turniersiege
| Nr. | Datum            | Turnier             | Kategorie         | Belag             | Finalgegnerin           | Ergebnis       |
| --- | ---------------- | ------------------- | ----------------- | ----------------- | ----------------------- | -------------- |
| 1.  | 25. Juli 2011    | Chiswick            | ITF $10.000       | Hartplatz         | Bojana Bobusic          | 3:6, 6:3, 6:3  |
| 2.  | 24. März 2012    | Bengaluru           | ITF $25.000       | Hartplatz         | Andrea Koch Benvenuto   | 6:2, 6:4       |
| 3.  | 20. Mai 2012     | Ferghana            | ITF $25.000       | Hartplatz         | Nadija Kitschenok       | 6:2, 6:2       |
| 4.  | 28. April 2013   | Istanbul            | ITF $50.000       | Hartplatz         | Jelisaweta Kulitschkowa | 6:4, 7:64      |
| 5.  | 20. April 2014   | Kuala Lumpur        | WTA International | Hartplatz         | Dominika Cibulková      | 5:7, 7:5, 7:64 |
| 6.  | 23. Oktober 2016 | Scharm asch-Schaich | ITF $100.000      | Hartplatz         | Sara Sorribes Tormo     | 6:2, 6:77, 6:3 |
| 7.  | 18. Juni 2017    | Nottingham          | WTA International | Rasen             | Johanna Konta           | 2:6, 7:63, 7:5 |
| 8.  | 31. Oktober 2021 | Courmayeur          | WTA 250           | Hartplatz (Halle) | Clara Tauson            | 7:63, 6:2      |
| 9.  | 5. März 2023     | Monterrey           | WTA 250           | Hartplatz         | Caroline Garcia         | 6:4, 3:6, 7:5  |

#### Finalteilnahmen
| Nr. | Datum              | Turnier          | Kategorie         | Belag             | Turniersiegerin      | Ergebnis        |
| --- | ------------------ | ---------------- | ----------------- | ----------------- | -------------------- | --------------- |
| 1.  | 18. April 2011     | Hvar             | ITF $10.000       | Sand              | Ema Burgić           | 5:7, 6:72       |
| 2.  | 15. August 2011    | Westende         | ITF $10.000       | Hartplatz         | Lu Jiajing           | 4:6, 6:74       |
| 3.  | 22. Oktober 2011   | Lagos 1          | ITF $25.000       | Hartplatz         | Elina Switolina      | 4:6, 3:6        |
| 4.  | 29. Oktober 2011   | Lagos 2          | ITF $25.000       | Hartplatz         | Tamaryn Hendler      | 4:6, 5:7        |
| 5.  | 21. April 2012     | Namangan         | ITF $25.000       | Hartplatz         | Olga Putschkowa      | 6:3, 3:6, 2:6   |
| 6.  | 22. Juli 2012      | Campos do Jordão | ITF $25.000       | Hartplatz         | María Irigoyen       | 5:7, 0:6        |
| 7.  | 29. Juli 2012      | Wrexham          | ITF $25.000       | Hartplatz         | Carina Witthöft      | 2:6, 7:64, 2:6  |
| 8.  | 15. September 2012 | Taschkent        | WTA International | Hartplatz         | Irina-Camelia Begu   | 4:6, 4:6        |
| 9.  | 16. Juni 2013      | Birmingham       | WTA International | Rasen             | Daniela Hantuchová   | 6:75, 4:6       |
| 10. | 3. Oktober 2015    | Taschkent        | WTA International | Hartplatz         | Nao Hibino           | 2:6, 2:6        |
| 11. | 24. September 2016 | St. Petersburg   | ITF $100.000      | Hartplatz (Halle) | Natalja Wichljanzewa | 1:6, 2:6        |
| 12. | 5. August 2018     | Washington       | WTA International | Hartplatz         | Swetlana Kusnezowa   | 6:4, 6:77, 2:6  |
| 13. | 3. Februar 2019    | St. Petersburg   | WTA Premier       | Hartplatz (Halle) | Kiki Bertens         | 6:72, 4:6       |
| 14. | 16. Juni 2019      | Nottingham       | WTA International | Rasen             | Caroline Garcia      | 6:2, 6:74, 6:74 |

### Doppel

#### Turniersiege
| Nr. | Datum           | Turnier  | Kategorie   | Belag     | Partnerin        | Finalgegnerinnen                | Ergebnis |
| --- | --------------- | -------- | ----------- | --------- | ---------------- | ------------------------------- | -------- |
| 1.  | 15. August 2011 | Westende | ITF $10.000 | Hartplatz | Alexandra Walker | Anouk Delefortrie Déborah Kerfs | 6:4, 6:3 |

## Karrierestatistik und Turnierbilanz

### Einzel
Die letzte Aktualisierung erfolgte nach dem WTA-Turnier in Bad Homburg 2025.
| Turnier                      | 2012             | 2013              | 2014              | 2015              | 2016             | 2017              | 2018              | 2019              | 2020              | 2021              | 2022              | 2023              | 2024      | 2025      | T / T       | S/N         | Sieg%       |
| ---------------------------- | ---------------- | ----------------- | ----------------- | ----------------- | ---------------- | ----------------- | ----------------- | ----------------- | ----------------- | ----------------- | ----------------- | ----------------- | --------- | --------- | ----------- | ----------- | ----------- |
| Australian Open              | –                | 2                 | 1                 | 1                 | 1                | 2                 | 2                 | 2                 | 3                 | AF                | 1                 | VF                | 1         | AF        | 0 / 13      | 16:13       | 55 %        |
| French Open                  | –                | 1                 | 1                 | 3                 | 1                | 1                 | 2                 | AF                | 1                 | 1                 | 2                 | 2                 | 3         | 2         | 0 / 13      | 11:13       | 46 %        |
| Wimbledon                    | –                | 1                 | 2                 | Q2                | 1                | 2                 | AF                | 1                 | n. a.             | 2                 | 1                 | 3                 | HF        | 2         | 0 / 11      | 14:11       | 56 %        |
| US Open                      | Q3               | 2                 | 1                 | Q2                | Q3               | 3                 | 1                 | VF                | 3                 | 1                 | 1                 | 1                 | AF        |           | 0 / 10      | 11:10       | 52 %        |
| Doha                         | –                | –                 | –                 | a. K.             | 2                | a. K.             | 1                 | a. K.             | 1                 | a. K.             | –                 | a. K.             | 1         | 1         | 0 / 5       | 1:5         | 17 %        |
| Dubai                        | andere Kategorie | andere Kategorie  | andere Kategorie  | –                 | a. K.            | –                 | a. K.             | 1                 | a. K.             | –                 | a. K.             | –                 | AF        | 1         | 0 / 3       | 2:3         | 40 %        |
| Indian Wells                 | –                | –                 | 2                 | 2                 | 1                | 2                 | 1                 | 2                 | n. a.             | 1                 | –                 | 2                 | 2         | AF        | 0 / 10      | 6:10        | 38 %        |
| Miami                        | –                | 2                 | 3                 | Q1                | Q2               | 1                 | 3                 | 3                 | n. a.             | –                 | –                 | 3                 | 2         | 2         | 0 / 8       | 8:8         | 50 %        |
| Madrid                       | –                | Q1                | Q2                | Q2                | Q1               | 2                 | 2                 | AF                | n. a.             | –                 | –                 | 2                 | 2         | AF        | 0 / 6       | 7:6         | 54 %        |
| Rom                          | –                | –                 | –                 | –                 | Q1               | 1                 | 2                 | –                 | 1                 | –                 | –                 | AF                | 1         | 2         | 0 / 6       | 3:6         | 33 %        |
| Kanada                       | –                | –                 | Q1                | Q1                | Q1               | 2                 | –                 | 2                 | n. a.             | 2                 | 1                 | 1                 | –         |           | 0 / 5       | 3:5         | 38 %        |
| Cincinnati                   | –                | Q1                | Q1                | –                 | 2                | 1                 | Q2                | AF                | 1                 | Q2                | 2                 | AF                | 1         |           | 0 / 7       | 6:7         | 46 %        |
| Guadalajara                  | n. a. bzw. a. K. | n. a. bzw. a. K.  | n. a. bzw. a. K.  | n. a. bzw. a. K.  | n. a. bzw. a. K. | n. a. bzw. a. K.  | n. a. bzw. a. K.  | n. a. bzw. a. K.  | n. a. bzw. a. K.  | n. a. bzw. a. K.  | 2                 | –                 | a. K.     | a. K.     | 0 / 1       | 1:1         | 50 %        |
| Peking                       | –                | –                 | Q1                | –                 | –                | 1                 | AF                | 1                 | nicht ausgetragen | nicht ausgetragen | nicht ausgetragen | 1                 | 3         |           | 0 / 5       | 3:5         | 38 %        |
| Wuhan                        | n. a.            | n. a.             | 1                 | –                 | –                | 1                 | 2                 | 1                 | nicht ausgetragen | nicht ausgetragen | nicht ausgetragen | nicht ausgetragen | 2         |           | 0 / 5       | 2:5         | 29 %        |
| Olympische Spiele            | –                | nicht ausgetragen | nicht ausgetragen | nicht ausgetragen | –                | nicht ausgetragen | nicht ausgetragen | nicht ausgetragen | nicht ausgetragen | AF                | n. a.             | n. a.             | F         | n. a.     | 0 / 2       | 7:2         | 78 %        |
| Billie Jean King Cup         | K1               | K1                | K1                | K1                | –                | K1                | –                 | K1                | –                 | –                 | K1                | –                 | –         |           | 0 / 7       | 13:7        | 65 %        |
| Statistik                    | Statistik        | Statistik         | Statistik         | Statistik         | Statistik        | Statistik         | Statistik         | Statistik         | Statistik         | Statistik         | Statistik         | Statistik         | Statistik | Statistik | S/N         | S/N         | Sieg%       |
| Turnierteilnahmen            | 15               | 17                | 25                | 27                | 32               | 26                | 25                | 24                | 11                | 17                | 20                | 20                | 20        | 15        | Gesamt: 294 | Gesamt: 294 | Gesamt: 294 |
| Erreichte Finals             | 6                | 2                 | 1                 | 1                 | 2                | 1                 | 1                 | 2                 | 0                 | 1                 | 1                 | 2                 | 2         | 0         | Gesamt: 22  | Gesamt: 22  | Gesamt: 22  |
| Gewonnene Titel              | 2                | 1                 | 1                 | 0                 | 1                | 1                 | 0                 | 0                 | 0                 | 1                 | 0                 | 1                 | 0         | 0         | Gesamt: 8   | Gesamt: 8   | Gesamt: 8   |
| Hartplatz-Siege/-Niederlagen | 43:12            | 17:12             | 17:21             | 17:19             | 26:19            | 24:20             | 19:16             | 26:18             | 7:8               | 15:12             | 12:10             | 15:12             | 12:11     | 5:9       | 255:199     | 255:199     | 56 %        |
| Sand-Siege/-Niederlagen      | 1:1              | 0:2               | 1:2               | 7:8               | 1:7              | 7:4               | 8:5               | 7:3               | 1:3               | 0:1               | 9:6               | 4:5               | 8:5       | 3:4       | 57:56       | 57:56       | 50 %        |
| Rasen-Siege/-Niederlagen     | 0:0              | 5:2               | 1:2               | 2:2               | 2:5              | 6:3               | 7:4               | 4:3               | 0:0               | 4:3               | 7:4               | 7:3               | 10:4      | 1:3       | 56:38       | 56:38       | 60 %        |
| Gesamt-Siege/-Niederlagen    | 44:13            | 22:16             | 19:25             | 26:29             | 29:31            | 37:27             | 34:25             | 37:24             | 8:11              | 19:16             | 28:20             | 26:20             | 30:20     | 9:16      | 368:293     | 368:293     | 56 %        |
| Sieg%                        | 77 %             | 58 %              | 43 %              | 47 %              | 48 %             | 58 %              | 58 %              | 61 %              | 42 %              | 54 %              | 58 %              | 57 %              | 60 %      | 36 %      | Gesamt:     | Gesamt:     | 56 %        |
| Jahresendposition            | 118              | 86                | 84                | 105               | 101              | 56                | 34                | 19                | 32                | 67                | 69                | 23                | 19        |           | N/A         | N/A         | N/A         |

Zeichenerklärung: S = Turniersieg; F, HF, VF, AF = Einzug ins Finale / Halbfinale / Viertelfinale / Achtelfinale; 1, 2, 3 = Ausscheiden in der 1. / 2. / 3. Hauptrunde; KF (kleines Finale) = unterlegen im Spiel um Platz drei; RR = Round Robin (Gruppenphase); n. a. = nicht ausgetragen; a. K. = andere Kategorie; PO (Play-off) = Auf- und Abstiegsrunde im Billie Jean King Cup; K1, K2, K3 = Teilnahme in der Kontinentalgruppe I, II, III im Billie Jean King Cup.
Anmerkung: Diese Statistik berücksichtigt alle Ergebnisse im Einzel bei ITF- und WTA-Turnieren. Als Quelle dient die ITF-Seite der Spielerin. Dargestellt sind nur WTA-Turniere der Kategorien Premier Mandatory und Premier 5 (2009–2020) bzw. die WTA-Turniere der Kategorie 1000 (seit 2021).

### Doppel
| Turnier         | 2013 | 2014 | 2015 | 2016 | 2017 | 2018 | 2019 | 2020 | 2021 | 2022 | 2023 | 2024 | Karriere |
| --------------- | ---- | ---- | ---- | ---- | ---- | ---- | ---- | ---- | ---- | ---- | ---- | ---- | -------- |
| Australian Open | —    | 1    | 2    | —    | —    | 2    | 1    | —    | —    | —    | 1    | 1    | 2        |
| French Open     | —    | 1    | —    | —    | 1    | 2    | —    | —    | —    | —    | —    | —    | 2        |
| Wimbledon       | —    | 1    | —    | 1    | 1    | 1    | —    |      | —    | —    | 1    | —    | 1        |
| US Open         | 1    | 1    | —    | —    | 1    | —    | —    | —    | —    | 1    | AF   | —    | AF       |

### Mixed
| Turnier         | 2013 | 2014 | Karriere |
| --------------- | ---- | ---- | -------- |
| Australian Open | —    | 1    | 1        |
| French Open     | —    | —    | —        |
| Wimbledon       | 2    | —    | 2        |
| US Open         | —    | —    | —        |